# Nick Antosca
Nicholas J. Antosca (nascut el 23 de gener de 1983) és un escriptor, productor i novel·lista de cinema i televisió nord-americà. És el creador i productor creador de la sèrie de televisió d’antologia de terror  Channel Zero (2016–2018) i les sèries limitades de true crime A Friend of the Family, la de Hulu The Act (2019) and the Netflixl la dramàtica de terror Brand New Cherry Flavor (2021).

## Carrera
Com a escriptor de televisió, va crear la sèrie d'antologia de terror Syfy Channel Zero i l'antologia de crims de Hulu The Act. També va coproduir 13 episodis de la sèrie de terror Hannibal. El seu conte "The Quiet Boy", publicat al número de gener de 2019 de Guernica, va ser la base de la pel·lícula del 2021 Antlers.
Antosca va estar en una associació de guió durant diversos anys amb el novel·lista Ned Vizzini, who died in 2013.
El gener de 2020, Syfy va donar llum verda a Chucky, una continuació de la sèrie de televisió de la franquícia Child's Play del creador Don Mancini, amb Antosca com a productor executiu.
El novembre de 2019, es va anunciar que Antosca seria acreditat com a co-creador, escriptor i productor executiu al costat de Lenore Zion a la sèrie limitada de drama de terror de Netflix, Brand New Cherry Flavor. La sèrie es va estrenar el divendres 13 d'agost de 2021.
Antosca va exercir de showrunner, escriptor i productor executiu a A Friend of the Family per Peacock.

## Filmografia

### Televisió
| Any       | Títol                   | Director | Productor | Escriptor | Notes                                               |
| --------- | ----------------------- | -------- | --------- | --------- | --------------------------------------------------- |
| 2012      | Teen Wolf               | No       | No        | Sí        | guionista de staff amb Ned Vizzini                  |
| 2012      | Last Resort             | No       | No        | Sí        | editor d’història amb Ned Vizzini                   |
| 2014      | Believe                 | No       | No        | Sí        | editor d’història amb Ned Vizzini                   |
| 2015      | The Player              | No       | Sí        | Sí        | Co-productor                                        |
| 2015      | Hannibal                | No       | Sí        | Sí        | Co-productorr, temporada 3, co-escriu tres episodis |
| 2016–2018 | Channel Zero            | No       | Executiu  | Sí        | Creador, showrunner                                 |
| 2019      | The Act                 | No       | Executiu  | Sí        | Co-creador, showrunner                              |
| 2021      | Brand New Cherry Flavor | Sí       | Executiu  | Sí        | Co-creador, showrunner, dirigí un episodi           |
| 2021–2024 | Chucky                  | No       | Executiu  | No        |                                                     |
| 2022      | Candy                   | No       | Executiu  | Sí        | Co-creador                                          |
| 2022      | A Friend of the Family  | No       | Executiu  | Sí        | Creador, showrunner                                 |

### Crèdits de guió de pel·lícules
- The Forest (2016)
- Antlers (2021)

## Premis
- 2009 Premi Shirley Jackson a la millor novel·la: Midnight Picnic